# Rahova

Rahova auf der Karte von Bukarest

Rahova ist ein Stadtteil im Sektor 5 im Südwesten Bukarests, der Hauptstadt Rumäniens, westlich des Flusses Dâmbovița. Der Name bezieht sich auf den Sieg der rumänischen Armee in der Stadt Rahova, Bulgarien, am 9. November 1877 im Russisch-Osmanischen Krieg.
Der Ortsteil wird im Westen von der Antiaeriană-Straße, der Drumul-Sării-Straße und dem Panduri-Platz begrenzt, im Norden von der Panduri-Chaussee und der Calea 13 Septembrie-Straße, im Osten von der George Coșbuc-Straße, der Viilor Chaussee und Sălaj Chaussee und im Süden von der Bukarester Vorstadt. Die wichtigsten Straßen sind die Calea 13 Septembrie-Straße und die Calea Rahovei-Straße. Das Viertel grenzt an die Stadtviertel Drumul Taberei, Centrul Civic und Ferentari. Auf dem Gebiet des Stadtviertels liegen die Hügel Viilor und Uranus.

## Geschichte

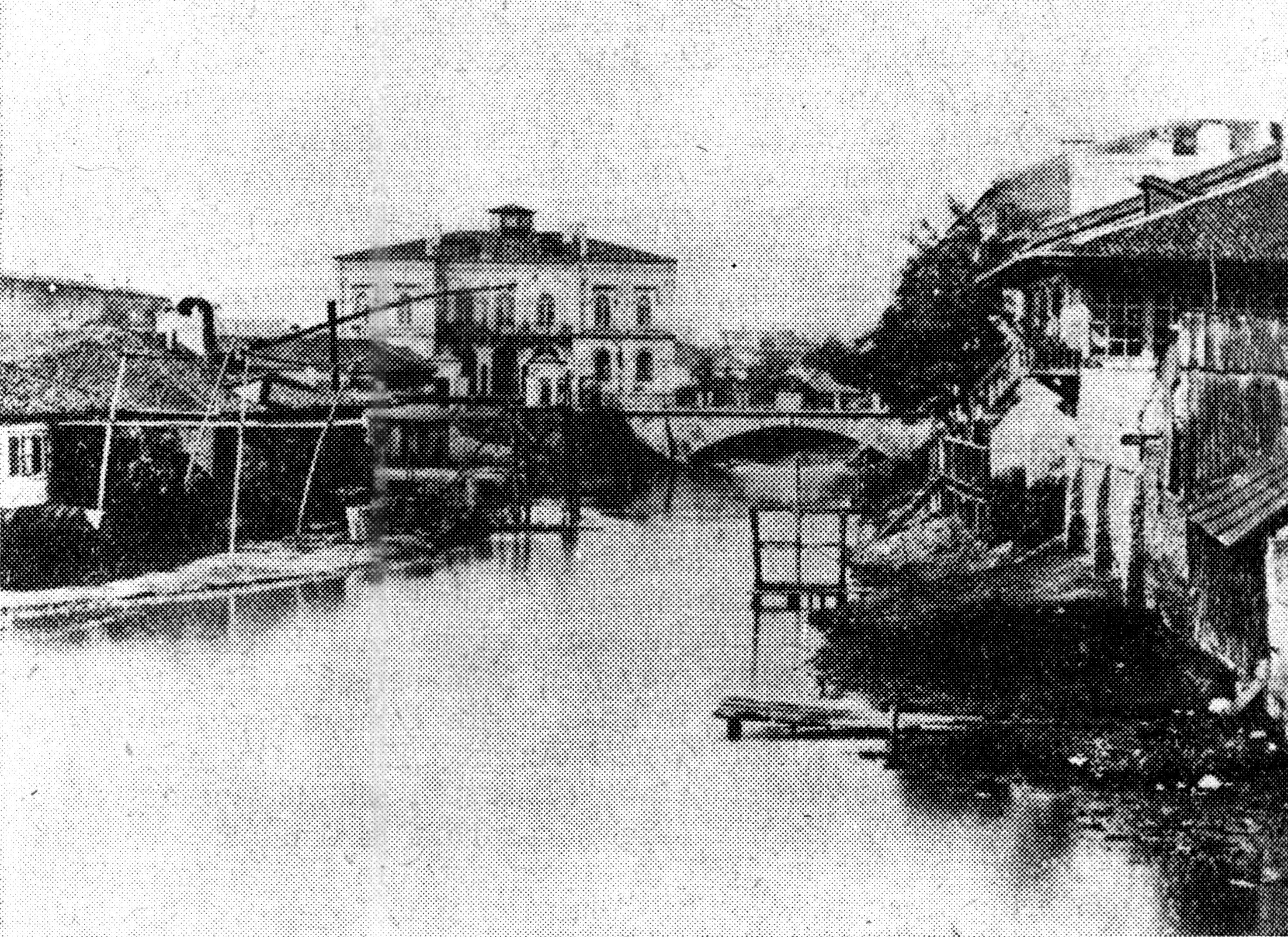
Calicilor-Brücke im Jahr 1856

Die zentrale Calea Rahovei-Straße hieß in der Vergangenheit Podul Calicilor-Straße oder Weg der Blumenhändlerinnen (rumänisch Drumul Florăreselor). Der Name Podul Calicilor-Straße (Deutsch: Brücke Calicilor-Straße) geht zurück auf die Holzstämme, mit denen die Straße gepflastert war. Die Straße war im 19. Jahrhundert einer der Hauptverkehrswege von Bukarest nach Alexandria.

## Handel
Im Viertel befinden sich das Liberty Center (Einkaufszentrum), der Rahova-Markt, Niky Scorpion, ein kommerzieller Komplex (im Mărgeanului-Zone), ein Kaufland (Sebastian-Zone) und viele kleine Läden auf der Calea Rahovei-Straße.
Ein Attraktionspunkt ist der Blumenmarkt, hinter dem Coșbuc-Markt. Diese erinnert noch an den alten Namen der Zone. Das Gebäude der ehemaligen Warenbörse, heutzutage Architekturerbe, ist heute als The Ark zu erkennen, wurde grundlegend umgebaut und zeigt im Außenbereich den industriellen Architekturstil aus dem 19. Jahrhundert.

## Transport
Eine Expresslinie der Straßenbahn 32 fährt über Calea Rahovei-Straße und auf den Boulevard Regina Maria zwischen Alexandriei Chaussee und Vereinigungsplatz (rumänisch Piața Unirii).
Die Straßenbahn 32 verbindet sich mit den Linien 1, 8, 11, 23 und 25 in der Zone Schweres-Stau (rumänisch Trafic-Greu), nämlich Progresul Chaussee und Mall Liberty Center.
Es hat Verbindungen in der Umgebung von Rahova Platz mit den Bussen 139, 226 und 220, in der Zone Teiuș mit den Bussen 226 und 302 und in der Zone Pucheni mit dem Bus 227.
Zugang zum Bahnhof București Nord ist mit der Oberleitungsbuslinie 96 möglich, die im Busabstellplatz Alexandria seine Endstation hat. Hier endet auch die Linie 91, welche den Zugang zum Universitätsplatz erleichtert.